# Al Matthews
Al Matthews (Brooklyn, 21 november 1942 - Orihuela, 23 september 2018) was een Amerikaanse zanger en acteur.

## Carrière
Matthews diende tijdens de Vietnamoorlog bij het United States Marine Corps en trad na zes jaar uit de dienst als sergeant met twee Purple Hearts. In 1971 verhuisde hij naar het Verenigd Koninkrijk, waar hij vooreerst als zanger optrad. In 1975 lukte hem de instap in de Britse singlehitlijst met de single Fool, die zich acht weken kon handhaven in de hitlijst (#16). Hij scoorde geen verdere hitsuccessen, dus bleef hij een eendagsvlieg. Hij werkte vervolgens als radiopresentator bij BBC Radio 1, speelde in het Tricycle Theatre in Kilburn en in verscheidene tv-producties.
Matthews had kleinere filmrollen in meerdere internationaal succesvolle bioscoop-producties. Meestal ging het over figuranten- en ondergeschikte rollen. Een iets grotere bijrol had hij als sergeant Apone in Aliens.

## Overlijden
Al Matthews overleed in september 2018 op 75-jarige leeftijd.

## Discografie

### Singles
- 1975: Fool

## Filmografie
- 1979: Yanks
- 1981: Ragtime
- 1981: The Final Conflict
- 1983: Superman III
- 1983: The Professionals
- 1986: Aliens
- 1988: American Roulette
- 1997: Tomorrow Never Dies
- 1997: The Fifth Element

- Gemeinsame Normdatei: 1038574285
- International Standard Name Identifier: 0000 0001 3126 1797
- Library of Congress Control Number: no2013039894
- MusicBrainz: 508f5813-7025-4dc7-b534-089b279968f7
- Virtual International Authority File: 300068286
- WorldCat: E39PBJwdjDrkD8PJPVB4XYWbh3